# Baskische Küche

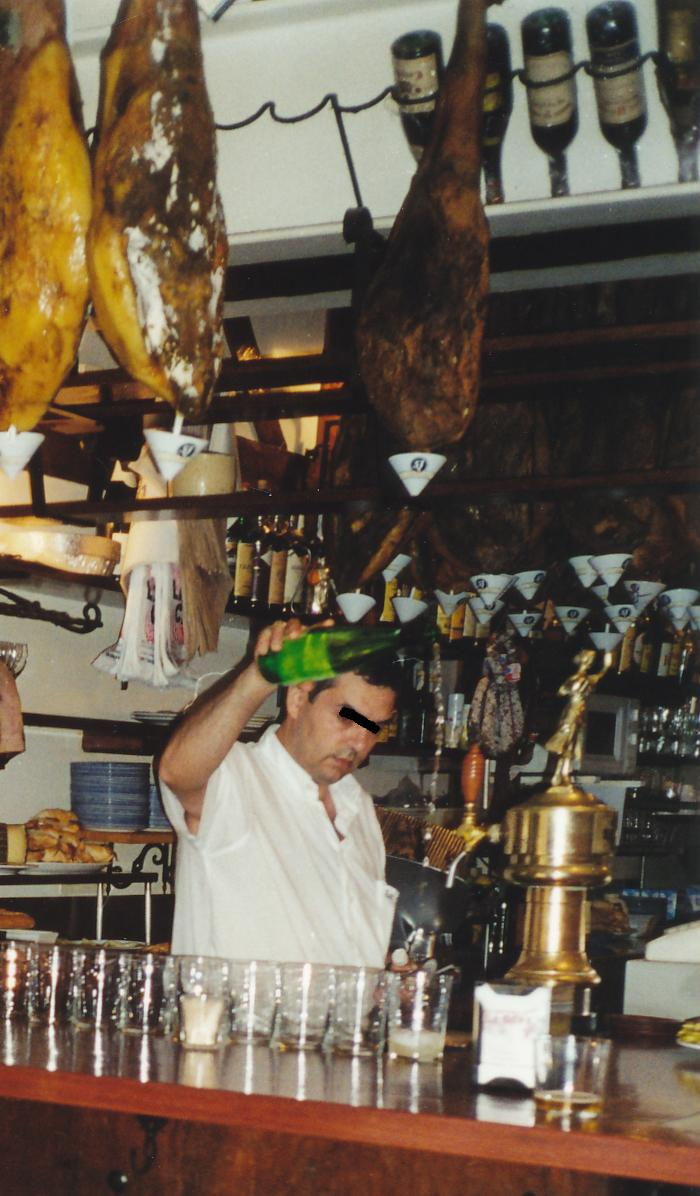
Ein fester Bestandteil in sicherlich fast jeder baskischen Bar in Nordwestspanien: Der extrem trockene Weißwein Txakoli, der traditionell aus großer Höhe eingeschenkt wird

Die baskische Küche ist die regionale Küche des Baskenlandes. Sie weist Elemente
aus der spanischen und der französischen Küche auf.

## Eigenschaften
Die baskische Küche ist wesentlich von der Nähe zum Meer beeinflusst,
Fischgerichte und Meeresfrüchte sind beliebte Mahlzeiten. Es wird allgemein mehr Fleisch vom Rind als Schweinefleisch verzehrt. Hühnerfleisch ist ebenfalls beliebt und in
einigen Städten und Dörfern sind, wenn auch selten, Pferdemetzgereien anzutreffen.
Rindfleisch, wie z. B. Filetstücke und Koteletts, wird im Baskenland gegrillt. Für den deutschen Geschmack wird gebratenes Fleisch eher recht blutig zubereitet, im Inneren praktisch roh und außen knusprig.
Eine weitere Eigenheit der baskischen Küche ist das weitgehende Fehlen von Gewürzen oder Kräutern, was jedoch nicht heißt, dass baskische Gerichte fad sind. Stattdessen wird der Eigengeschmack der Zutaten betont, außerdem legen die Basken Wert auf eine hohe Qualität der verwendeten Komponenten.
Eine Besonderheit stellt die Herstellung eines eigenen Chilipulvers aus regional angebauten Pflanzen dar, dem Piment d'Espelette, welches durch eine entsprechende Herkunftsbezeichnung (AOP) vor Nachahmung geschützt ist.
Neben der traditionellen baskischen Küche hat sich die Neue Baskische Küche nach dem Vorbild
der französischen Nouvelle Cuisine entwickelt.
Küche und Kochen haben im Baskenland einen hohen Stellenwert und viele baskische Köche sind der Allgemeinheit bekannt.

## Mahlzeiten
Die Mahlzeiten während des Tagesablaufes und deren Uhrzeiten entsprechen denen der spanischen Küche. Die Bewohner der Region Gipuzkoa essen bis zu einer Stunde früher als in Spanien üblich.

## Gerichte aus dem Baskenland
- Angulas, Glasaale

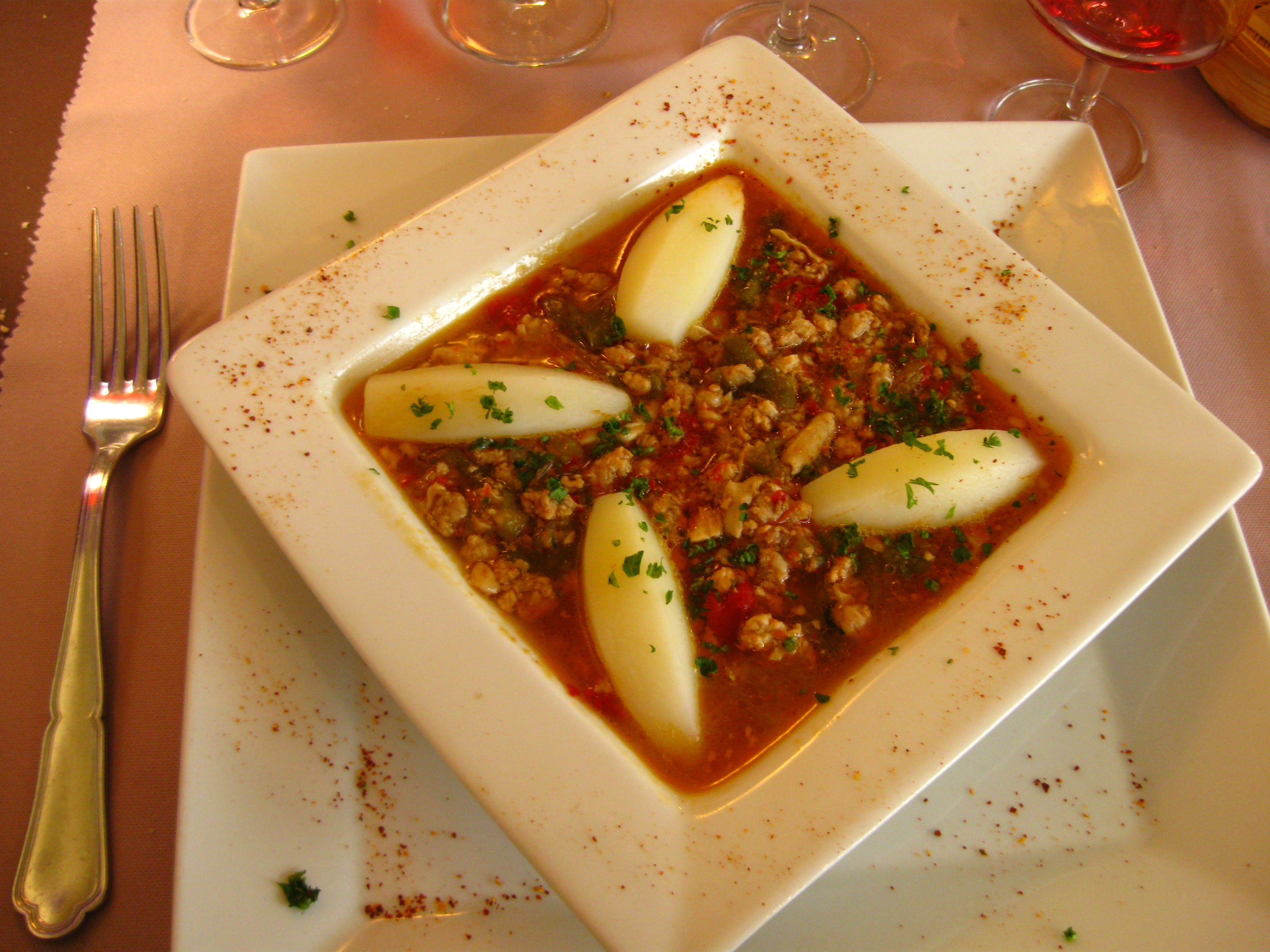
Axoa

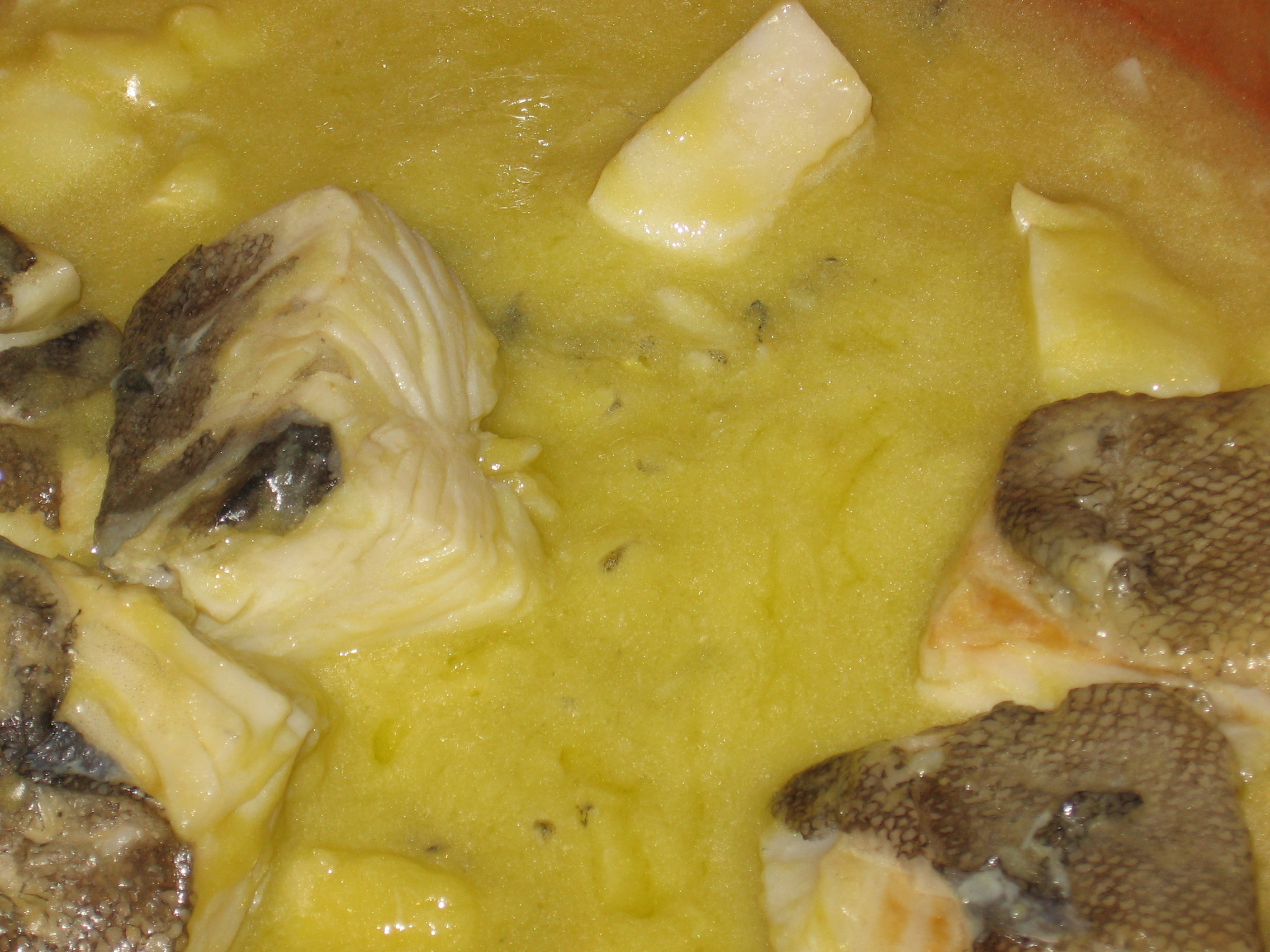
Bacalao al Pil-Pil

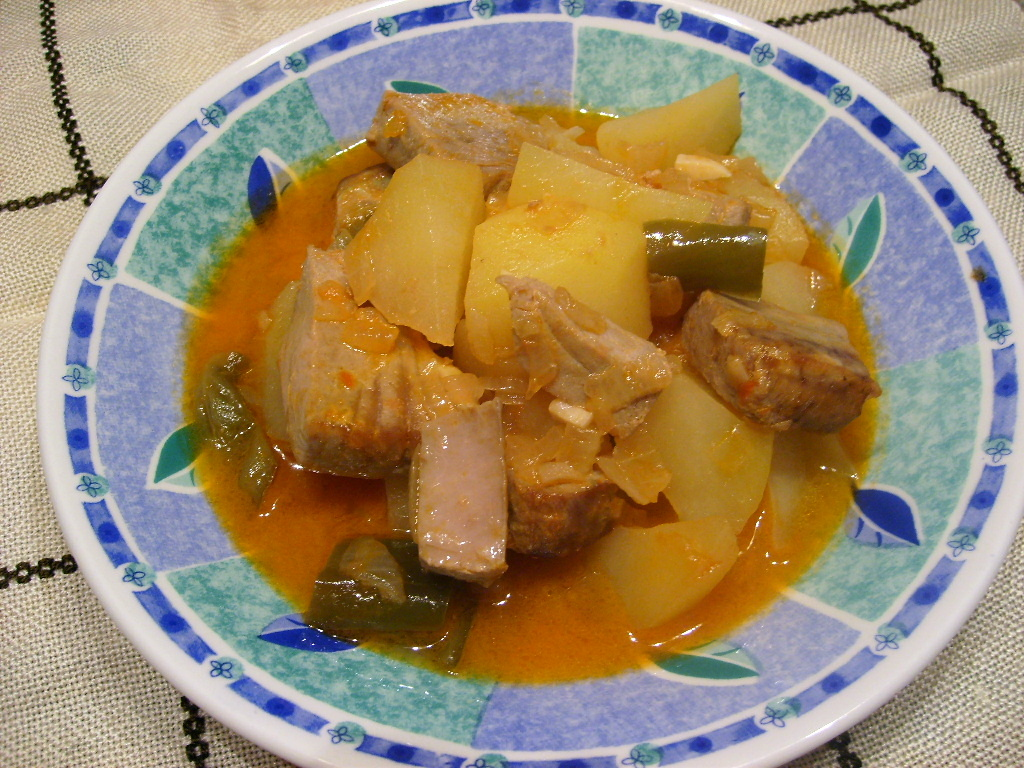
Marmitako

- Axoa, Kalbsragout mit Paprika, Zwiebeln und Piment d'Espelette[2]
- Bacalao al Pil-Pil, Stockfisch mit einer Soße aus der eigenen Gelatine
- Bacalao a la Vizcaina, Stockfisch in Paprikasoße
- Caracolillos oder Karakelas, Meeresschnecken
- Chipirones en su tinta, Kalmare in eigener Tinte
- Chorizo a la Sidra, Paprikawurst in Apfelwein gekocht
- Chuletón de Vaca, Rinderkotelett
- Cuajada, ein Nachtisch aus Schafmilch
- Goxua, ein süßer Nachtisch aus Puddingcreme, Kuchenteig, Sahne und Karamell
- Marmitako, Thunfisch-Kartoffel-Eintopf
- Merluza en Salsa Verde, Seehecht in einer Soße aus Öl, Mehl, Erbsen und Petersilie, als „Grüne Soße“ bezeichnet
- Pastel Vasco (frz. Gateau Basque), ein Kuchen aus Mürbeteig mit Cremefüllung aus Iparralde, dem französischen Baskenland
- Piperrada, ein Paprikagericht
- Porrusalda, Lauch-Kartoffel-Eintopf
- Rape al Horno, Chicharro al Horno oder Besugo al Horno, im Ofen gegarte Fischsorten
- Txangurro, Seespinne (span. centollo)
- Tortilla (de patata), Kartoffelomlett

## Regionale Spezialitäten

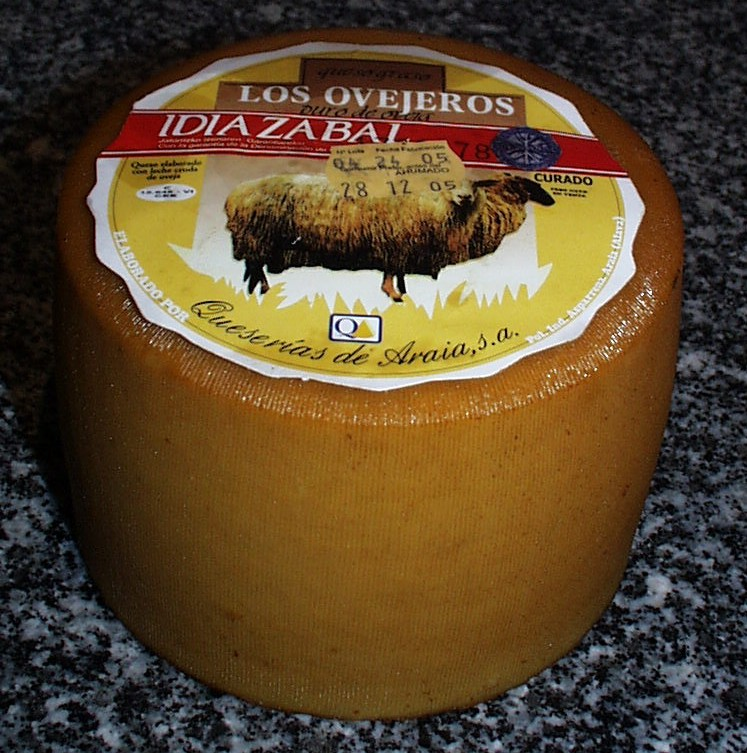
Idiazabal-Käse

Im Baskenland gibt es eine Reihe von regionalen Produkten, die auch in den Regionalgerichten
Verwendung finden.
- Alubias de Tolosa, schwarze Bohnen aus dem Ort Tolosa
- Chorizo de Orozko, Paprikawurst aus dem Ort Orozko
- Idiazabal-Käse, ein gereifter Schafkäse
- Pimientos de Gernika, grüne Paprika aus dem Ort Gernika
- Txakoli, ein trockener Weißwein aus dem Ort Getaria
- Izarra, Kräuterlikör aus dem Ort Bayonne
- Rioja-Wein aus Álava
- Jambon de Bayonne, luftgetrockneter Schinken aus Bayonne
- Piment d'Espelette, Chilipulver aus dem Ort Espelette mit geschützter Herkunftsbezeichnung (AOP)

## Tradition und Besonderheiten

### Sociedades Gastronómicas

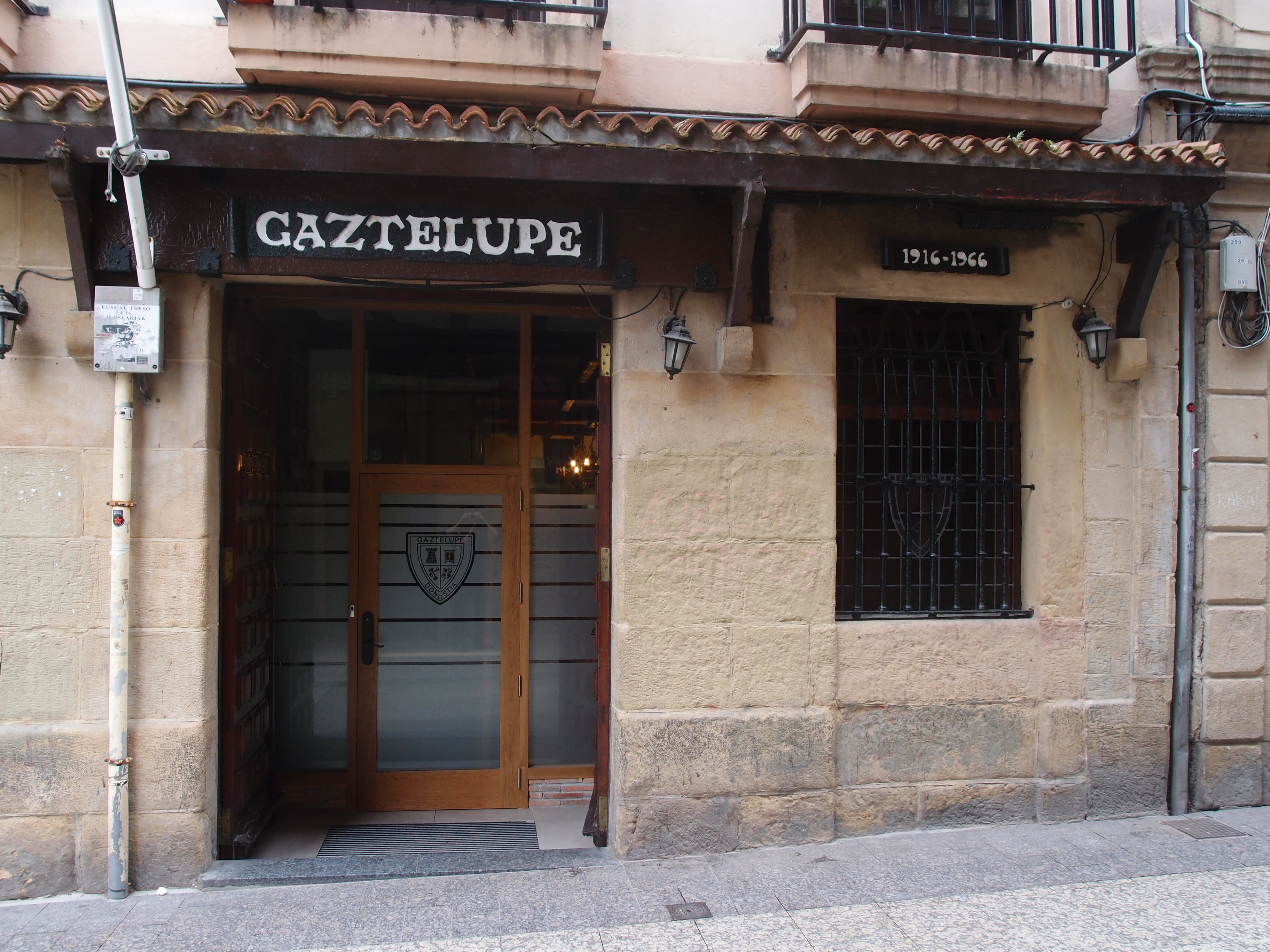
Sociedad Gastronómica GAZTELUPE in Donostia-San Sebastián

Im Baskenland kommen Freunde in Vereinen regelmäßig zum Kochen und zum anschließenden Essen zusammen.
Diese Vereine heißen Kochgesellschaften oder Sociedades Gastronómicas. Die Tradition
schreibt vor, dass nur Männer einer Sociedad angehören dürfen. Die Gesellschaft verfügt über ein
eigenes Vereinslokal, welches mit einer großen Küche und einem Speisesaal ausgestattet ist. Je nach
persönlicher Vorliebe kochen die Mitglieder für sich oder mit anderen zusammen, in jedem Fall herrscht
eine ausgelassene Stimmung bei Essen, Getränk und Gesang. Einige Mitglieder besuchen die Sociedad
sogar täglich.
Kochgesellschaften sind im ganzen Baskenland anzutreffen. Sie sind in der Provinz Gipuzkoa (die Region um Donostia-San Sebastián) besonders verbreitet und alleine in Donostia-San Sebastián gibt es 119, die ältesten wurden im 19. Jahrhundert gegründet. In Bizkaia werden die Gesellschaften als Txokos ['tʃokos] bezeichnet.

### Sidrerien

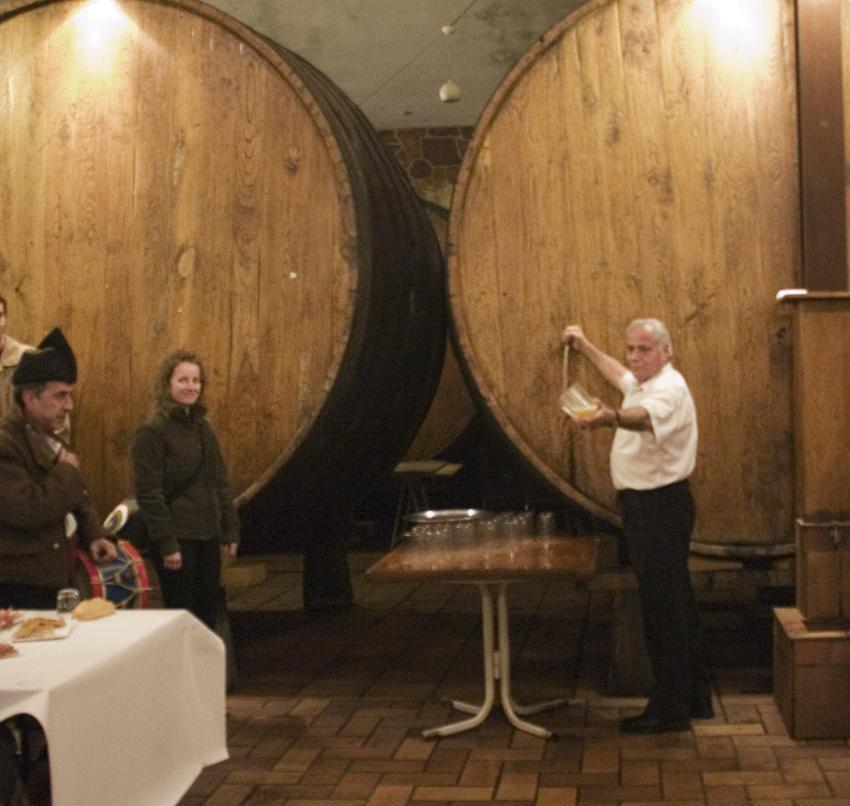
Sidrería

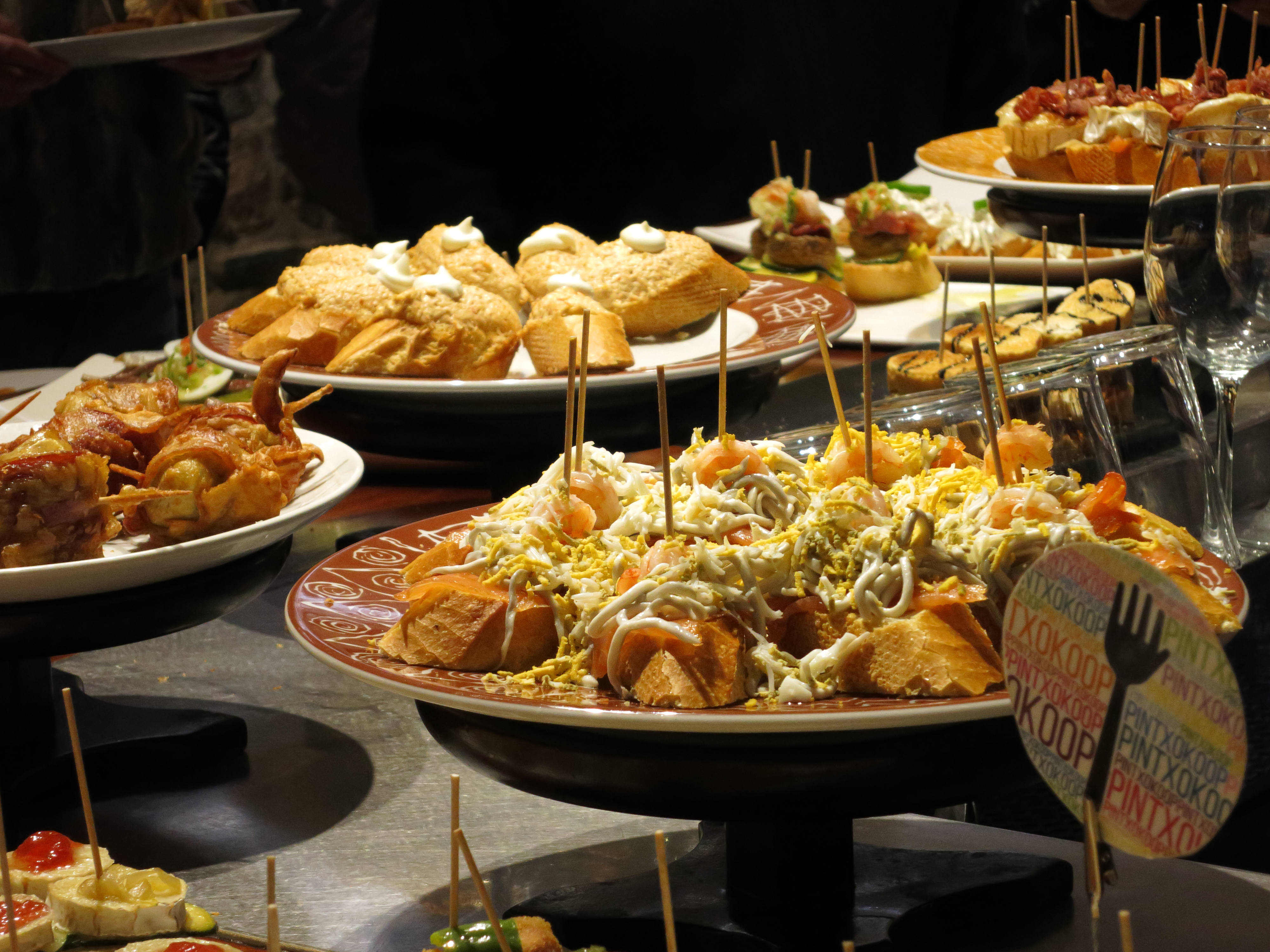
Pinchos

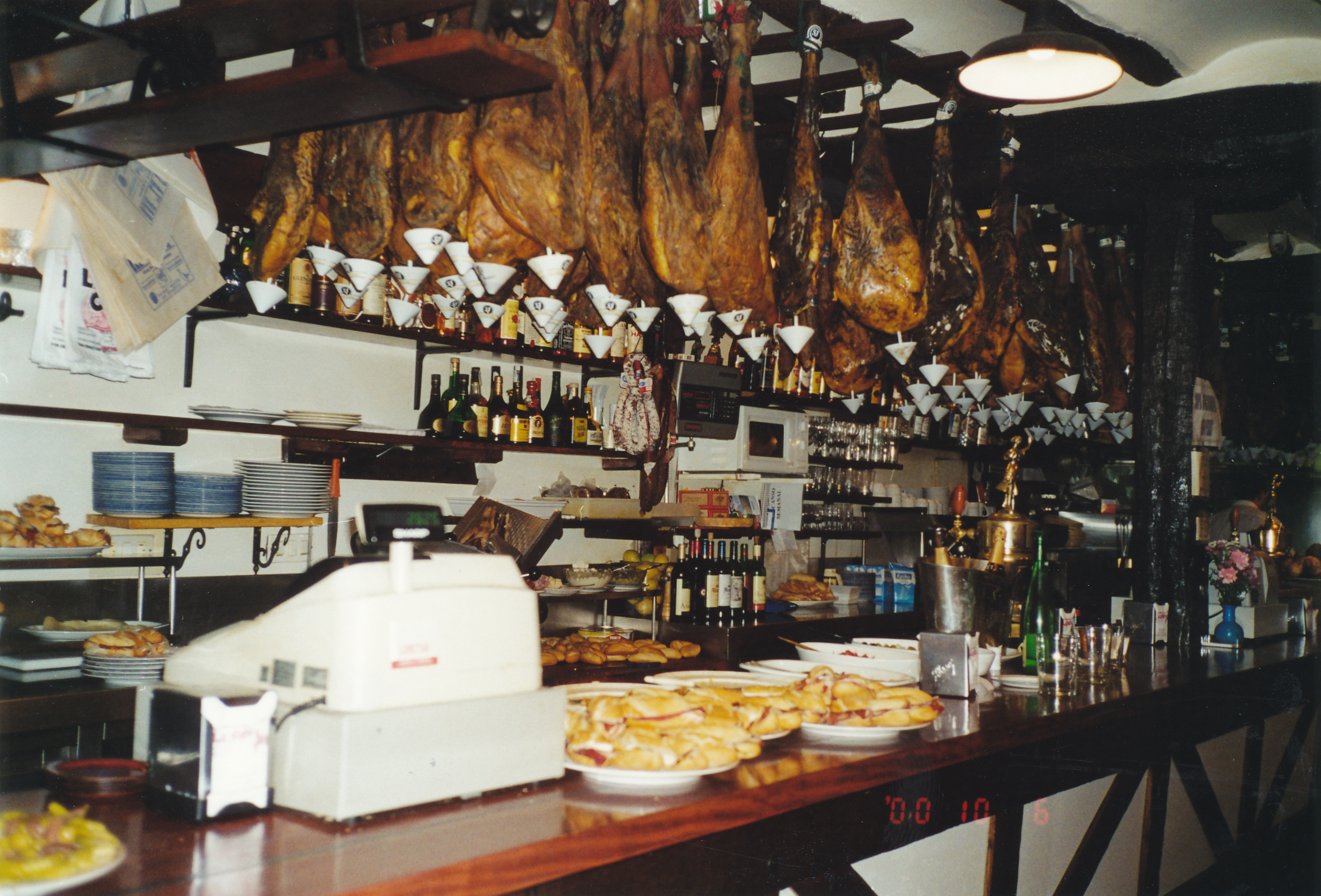
Pinchos und Serrano Schinken als typische Vorspeise

Sidra ist Apfelwein, der im Baskenland sehr herb ist. Früher deckten sich die Basken
Anfang des Jahres mit einem Vorrat an Sidra ein und so gibt es noch heute die Tradition, das Naturprodukt Apfelwein
aus verschiedenen Fässern zu probieren und anschließend den am besten schmeckenden einzukaufen.
Die Sidra herstellenden Bauernhöfe, die Sidrerien, öffnen in der Apfelweinsaison,
von Mitte Januar bis Ostern. Zur Apfelweinprobe wird traditionellerweise ein Menü bereitet, dass
den notwendigen Durst bereitet: Stockfischomelett, Stockfisch mit Paprika, Rinderkotelett und zum Nachtisch
Schafkäse mit Quittengelee (Membrillo) und Walnüssen. Während des Essens trinken die Gäste die Sidra direkt am Fass.
Neben den klassischen Sidrerien, die ähnlich einer Straußwirtschaft arbeiten, gibt es
Sidrería-Restaurants, die während des ganzen Jahres auch außerhalb der Sidrasaison öffnen.
Einige servieren die Sidra aus Flaschen und viele aus Fassattrappen.
Sidrerien sind in Gipuzkoa in den ländlichen Vororten von San Sebastián beheimatet.
Die meisten der klassischen befinden sich in Astigarraga, Hernani und Oiartzun.
Sidrería-Restaurants sind im gesamten Baskenland und in Navarra zu finden.

### Pinchos
Viele Kneipen und Gaststätten im Baskenland bieten Pinchos unter der baskischen Bezeichnung Pintxos an, die den spanischen Tapas ähnlich sind. Es handelt sich hierbei um kleine kalte oder warme Gerichte, die üblicherweise zu Wein, Bier oder zum  Aperitif verzehrt werden. Siehe hierzu den Hauptartikel Pincho.

## Berühmte Köche und Restaurants
- Arzak von Juan Mari Arzak in San Sebastián (3 Sterne nach Guide Michelin)
- Akelarre von Pedro Subijana in San Sebastián (3 Sterne)
- Casa Nicolasa von José Juan Castillo in San Sebastián
- Karlos Arguiñano in Zarautz
- Martín Berasategui in Lasarte-Oria bei San Sebastián (3 Sterne)
- Restaurante Guggenheim in Bilbao, ebenfalls geführt von Martín Berasategui

Insbesondere Karlos Arguiñano, aber auch Pedro Subijana und José Juan Castillo, sind neben ihrer Arbeit innerhalb der Neuen Baskischen Küche für ihre Kochsendungen im spanischen Fernsehen bekannt, in denen sie einfache und schmackhafte Gerichte zum Nachkochen präsentieren.